# Suttensee
Der Suttensee ist ein See im Mangfallgebirge. Er liegt am oberen Ende des Tals der Rottach 4,4 km oberhalb des Ortszentrums auf dem Gebiet der Gemeinde Rottach-Egern. Ein Teil des ehemaligen Sees ist verlandet und zu einem Hochmoor aufgewachsen. Westlich des Tals ragen Risserkogel und Blankenstein auf, im Osten Bodenschneid und Roßkopf. Das Tal wird als Suttengebiet bezeichnet, im Nordosten liegen oberhalb die Sutten-Almen.
Tal und See werden durch die Mautstraße von Enterrottach zum Forsthaus Valepp über den unmittelbar südlich des Sees gelegenen Wechsel-Pass erschlossen. Ganzjährig ist das Suttental wegen der Moni-Alm und des Berghofs Sutten touristisch stark genutzt, ein Sessellift führt vom Suttengebiet auf den Stümpfling mit Anschluss zum Spitzingsee. Im Winter ist er Teil des Skigebiets Spitzingsee mit mehreren Abfahrten in das Tal des Suttensees. Außerdem wird eine Langlauf-Loipe am See unterhalten.
Das Suttengebiet ist die Hauptquelle für die Trinkwasserversorgung der Stadt Tegernsee. Die ehemalige Versorgung von Rottach-Egern aus dem Gebiet ist inzwischen stillgelegt.